# Maria Candelaria
Maria Candelaria ist einer der bedeutendsten und bekanntesten Filme des damals noch jungen Filmlandes Mexiko. Er entstand 1943 mit den zu dieser Zeit populärsten Leinwandstars des Landes, der Hollywood-Heimkehrerin Dolores del Río, die die Titelrolle verkörperte, und Pedro Armendáriz als ihr Partner.

## Handlung
Die Handlung spielt im damals noch sehr ländlichen Xochimilco. Eine junge Reporterin befragt einen alten Maler nach einem Gemälde, das er vor langer Zeit erschaffen hatte. Es zeigt eine unbekleidete, mexikanische Indio-Frau, über die niemand sprechen möchte. Nach einiger Zeit ist der Künstler bereit, die Geschichte dieser einst schönen, jungen Indianerin, die als Blumenverkäuferin ihr kärgliches Einkommen bestritt, zu erzählen. Rückblende in das Jahr 1909. Das Mädchen, es heißt María Candelaria, wird von ihren eigenen Leuten abgelehnt und geschnitten, da es heißt, sie sei die Tochter einer Prostituierten. Der einzige, dem etwas an ihr liegt, ist Lorenzo Rafael, ebenfalls ein Indio. Beide verlieben sich ineinander. Doch das Schicksal legt den beiden ständig neue Hürden auf den Weg. Wann immer sie heiraten wollen, steht ihnen irgend etwas stand immer im Weg. Das liegt vor allem an Don Damián, dem einflussreichen Ladenbesitzer des Ortes, der ihnen ganz und gar nicht wohlgesinnt, hat er doch selbst schon lange ein Auge auf die schöne India geworfen, die sich ihm aber standhaft verweigert. Er tötet sogar ein Ferkel, das das Liebespaar verkaufen wollte, um sich die eigene Hochzeit leisten zu können und kauft Maria grundsätzlich keine Blumen ab.
Als Maria schwer an Malaria erkrankt, sieht Lorenzo keine andere Möglichkeit, seiner großen Liebe zu helfen, als eines Nachts in Damiáns Geschäft einzubrechen und eine Flasche mit heilendem Chinin, die zu geben sich der neid- und hasserfüllte Kaufmann verweigerte, zu stehlen. Überdies entwendet Lorenzo auch noch einen hübschen Rock, den er seiner Liebsten als Hochzeitskleid schenken will. Damit nimmt das Unheil seinen Lauf: Rafael Lorenzo wird wegen Einbruchs und Diebstahls verhaftet und zu einem Jahr Gefängnis verurteilt. In dieser Zeit spricht der Maler Maria an und fragt sie, ob sie ihm nicht Modell sitzen wolle. Sie nimmt das Angebot an, in der Hoffnung, mit dem verdienten Geld Lorenzos vorzeitige Freilassung zu erwirken. Der Künstler malt Marias Porträt und kombiniert das Bildnis mit dem nackten Oberkörper eines anderen Mädchens, da sich Maria dem Wunsch des Künstlers verweigerte, nackt zu posieren. Das Bildnis führt jedoch dazu, dass alle Vorurteile der Bürger Xochimilcos gegenüber Maria Candelaria, sie sei eine allzu lockere und sittenlose Person, bestätigt werden. Aus der pseudomoralischen Aufregung des Pöbels erwächst ein Entrüstungssturm sondergleichen. Die aufgebrachten Dorfbewohner rotten sich zusammen und steinigen die als „Hurentochter“ Geschmähte. Lorenzo, sich der drohenden Gefahr seiner Braut bewusst, ist derweil aus dem Gefängnis auszubrechen, um Maria zu schützen. Doch er kommt zu spät, die Geschundene stirbt in seinen Armen.

## Produktionsnotizen
Maria Candelaria entstand 1943 in Xochimilco, Mexiko-Stadt, und wurde am 20. Januar 1944 uraufgeführt. Im September 1946 lief der Film als mexikanischer Beitrag bei den ersten Nachkriegsfilmfestspielen von Cannes. In Deutschland wurde der Film trotz seiner Berühmtheit nie in Kinos aufgeführt, die Erstausstrahlung erfolgte am 26. Mai 1997 auf ARTE.
Dasselbe Team (Regisseur Fernández, Kameramann Figueroa, Stars del Rio und Armendariz) hatte unmittelbar zuvor mit großem Erfolg auch das Melodram Flor silvestre abgedreht.

## Auszeichnungen
- Beim 1946 erstmals ausgetragenen Filmfestival von Cannes teilte sich Regisseur Fernández den Hauptpreis („Grand Prix“) mit zehn weiteren Filmproduktionen.
- Beim Filmfestival von Locarno 1947 wurde Gabriel Figueroa für seine Kameraarbeit ausgezeichnet.

## Cineastische Folgen
Dieser Film hatte große Auswirkung auf das bis dahin weitgehend im Dornröschenschlaf dahindämmernde, mexikanische Kino. In Kay Wenigers Das große Personenlexikon des Films heißt es dazu: „‚Maria Candelaria‘ und die durch diesen Film ausgelöste Welle erdverbundener, gesellschaftskritischer und folkloristisch angehauchter Sozialdramen markierten eine künstlerische Aufbruchsstimmung im mexikanischen Film.“

## Kritiken
„Der Film gilt als erstes Beispiel einer eigenständigen mexikanischen Filmkunst. Fernandez gelang hier eine eigentümliche Mischung von Melodrama, Folklore und Sozialkritik, die für viele seiner Filme typisch ist. Figueroa hat das in poetischen Filmen eingefangen, deren harte Schwarz-weiß-Kontraste gleichzeitig Verzweiflung und Ausweglosigkeit suggerieren.“

„Der Film, der später in Cannes ausgezeichnet wurde, erzählte in ergreifenden Bildern von einem bisher im mexikanischen Kino weitgehend ausgeklammertem Thema, dem Elend der einheimischen Indios, der campesinos. Fernandez brachte dem mexikanischen Kino dadurch über Nacht Weltgeltung und kreierte eine kurze aber fruchtbare Phase des ‚poetischen Realismus‘.“

„Ein in Bildern von schlichter Schönheit und mit wenigen Worten erzähltes Melodram.“